# 阿尔法粒子X射线光谱仪
阿尔发粒子X射线光谱仪（alpha particle X-ray spectrometer），英文简称“APXS”，是一种光谱仪，用于分析散发α粒子样品以及受α粒子或X射线照射后，反射X射线荧光的样品元素成分。这种分析样品元素构成的方法最常用于航天任务，因为航天任务要求探测设备重量轻、体积小、功耗低。其他方法（如质谱法）速度更快，不需使用放射性物质，但需要更大的设备和更高的功耗。“阿尔法质子X射线光谱仪”是一种变型光谱仪，例如安装在探路者任务上的阿尔法质子X射线光谱仪也能探测质子。
多年来，这种仪器的几种改进型，如不带X射线的阿尔发粒子光谱仪（APS）或阿尔发质子X射线光谱仪（APXS）已应用于：勘测者5-7号、火星探路者号、火星96、火星探测漫游者、福玻斯计划、火星科学实验室和菲莱彗星着陆器等。APS/APXS设备也将应用于包括钱德拉扬2号月球车在内的未来几项任务中

## 放射源
阿尔发粒子X射线光谱仪采用α粒子、质子和X射线等多种辐射形式，α粒子、质子和X射线都是不稳定原子在放射性衰变过程中所发射的。α粒子的一种常见来源是锔244，它放射能量为5.8兆电子伏特的粒子；而钚240在衰变过程中会辐射出14和18千电子伏特的X射线。火星探测车搭载的光谱仪所用辐射源是强度约为30毫居里（1.1吉贝克）的锔244.。

## α粒子

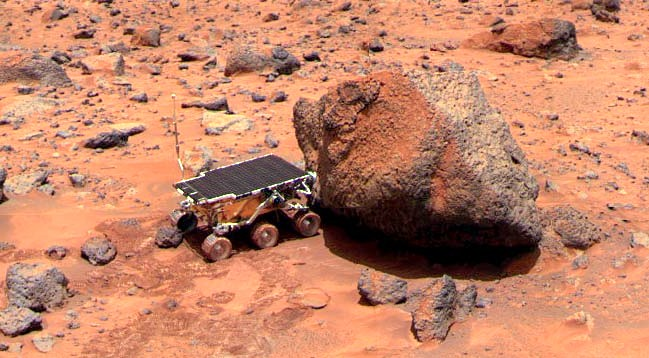
旅居者号正对瑜伽石进行阿尔发粒子X射线光谱测量。

如果某些具有一定能量的阿尔法粒子与原子核碰撞，它们就会被反射到探测器。在接近180°角度内的卢瑟福背散射物理定律完全遵守能量守恒和线性动量守恒，使得计算被阿尔法粒子击中的原子核质量成为可能。  
轻元素吸收阿尔法粒子更多的能量，而重原子核则几乎以阿尔法粒子相同的能量反射。散射的α粒子能谱显示，初始α粒子的峰值从25%到近100%，该光谱可用于测定样品的成分，尤其是较轻的元素成分。低反向散射率使得需要长时间的照射，大约需要10小时。

## 质子
部分α粒子会被原子核吸收，[α，质子]过程将产生出具有一定能量，可探测到的质子，使用这种方法可检测钠、镁、硅、铝和硫等。此方法仅用于火星探路者上的阿尔发粒子X射线光谱仪，对于火星探测车上的质子探测器，则被第二种阿尔法粒子传感器取代，所以它也被称为阿尔发粒子X射线光谱仪。

## X射线
阿尔法粒子也能激射出原子内壳层（K和L壳层）电子，产生的空位将由外壳层的电子来填充，从而产生出一种独特的X射线辐射。这一过程被称为“粒子诱导X射线辐射”，相对容易检测，对较重的元素具有最佳的灵敏度和分辨率。

## 专用设备
- “阿尔发-X”，用于福玻斯1号和2号长寿型自动站登陆器[6][11]；
- “阿尔法”，用于德国、俄罗斯和美国合作的火星96着陆器[12]；
- “阿尔法质子X射线光谱仪”，马克斯·普朗克学会和芝加哥大学为火星探路者号设计[13]；
- “阿尔法粒子X射线光谱仪”，用于”勇气号“(MER-A) 和”机遇号 (MER-B)“火星车[14][15]；
- “阿尔法粒子X射线光谱仪”，用于火星科学实验室的“好奇号”火星车，好奇号阿尔法粒子X射线光谱仪的首席研究员为加拿大安大略省圭尔夫大学物理学家拉尔夫·盖勒特（Ralf Gellert）。该台设备由加拿大航天局开发和资助，其运作也得到圭尔夫和美国宇航局的支持[16]；
- “阿尔法粒子X射线光谱仪”，用于菲莱登陆器，欧洲航天局的这架着陆器搭载在罗塞塔号上，主要用来研究丘留莫夫－格拉西缅科彗星[7]。

## 图集

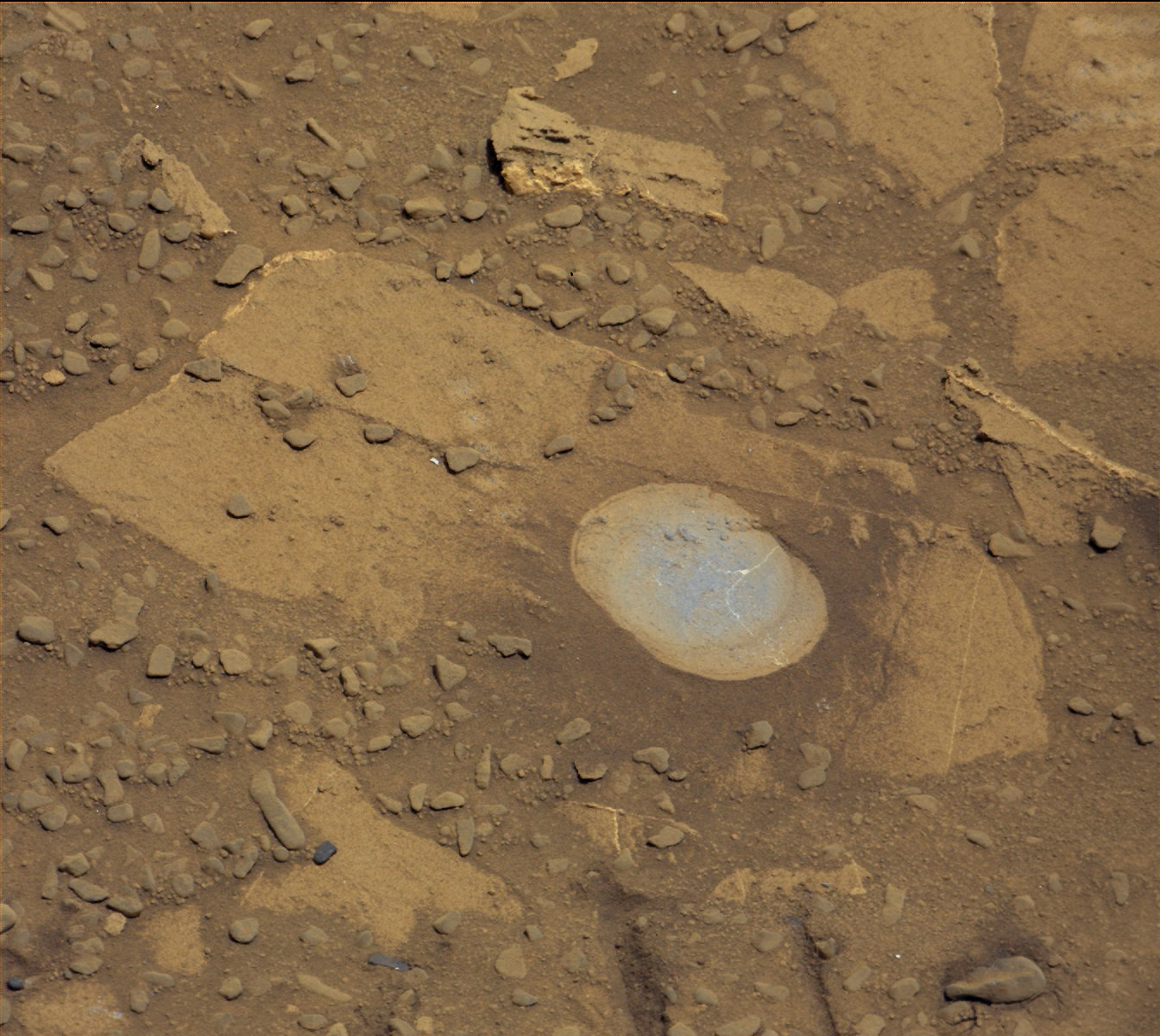
火星上的“博南扎国王”岩（Bonanza King）-用除尘工具清洁过（2014年8月17日）。
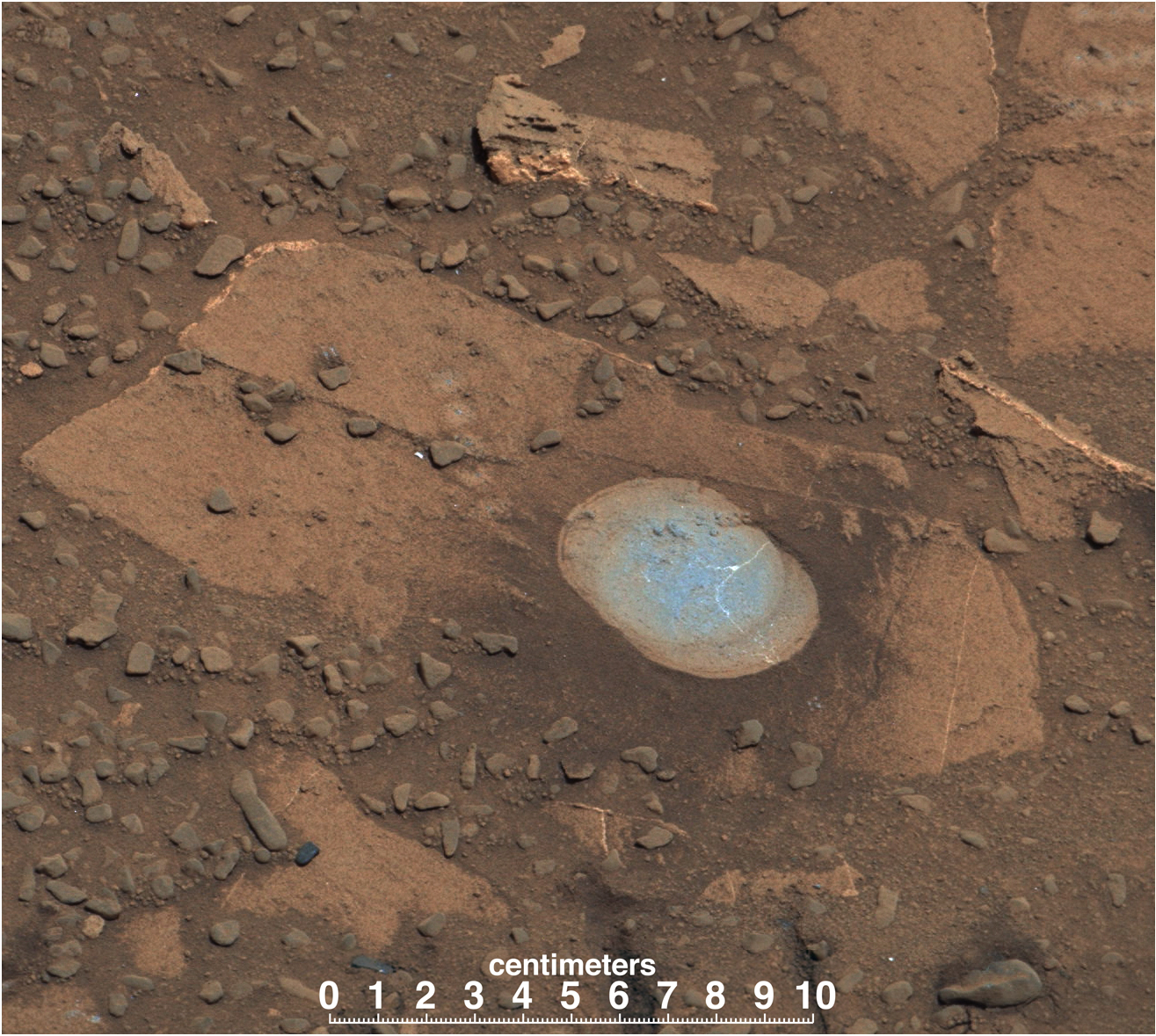
火星上的“博南扎国王”岩- 除尘并初步钻探（2014年9月11日）。
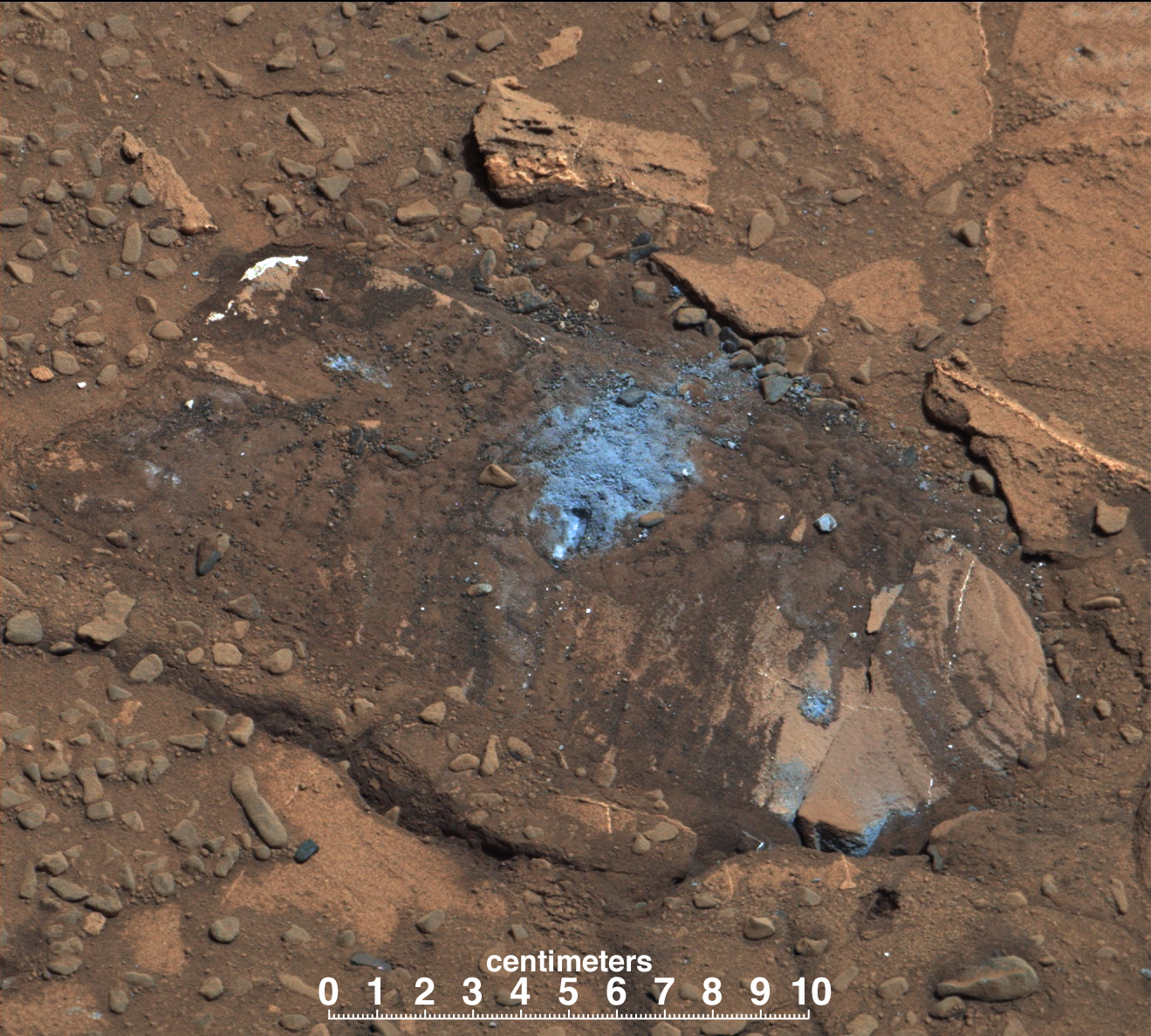
火星上的“博南扎国王”岩-由于岩石松动，停止钻探（2014年9月11日）。
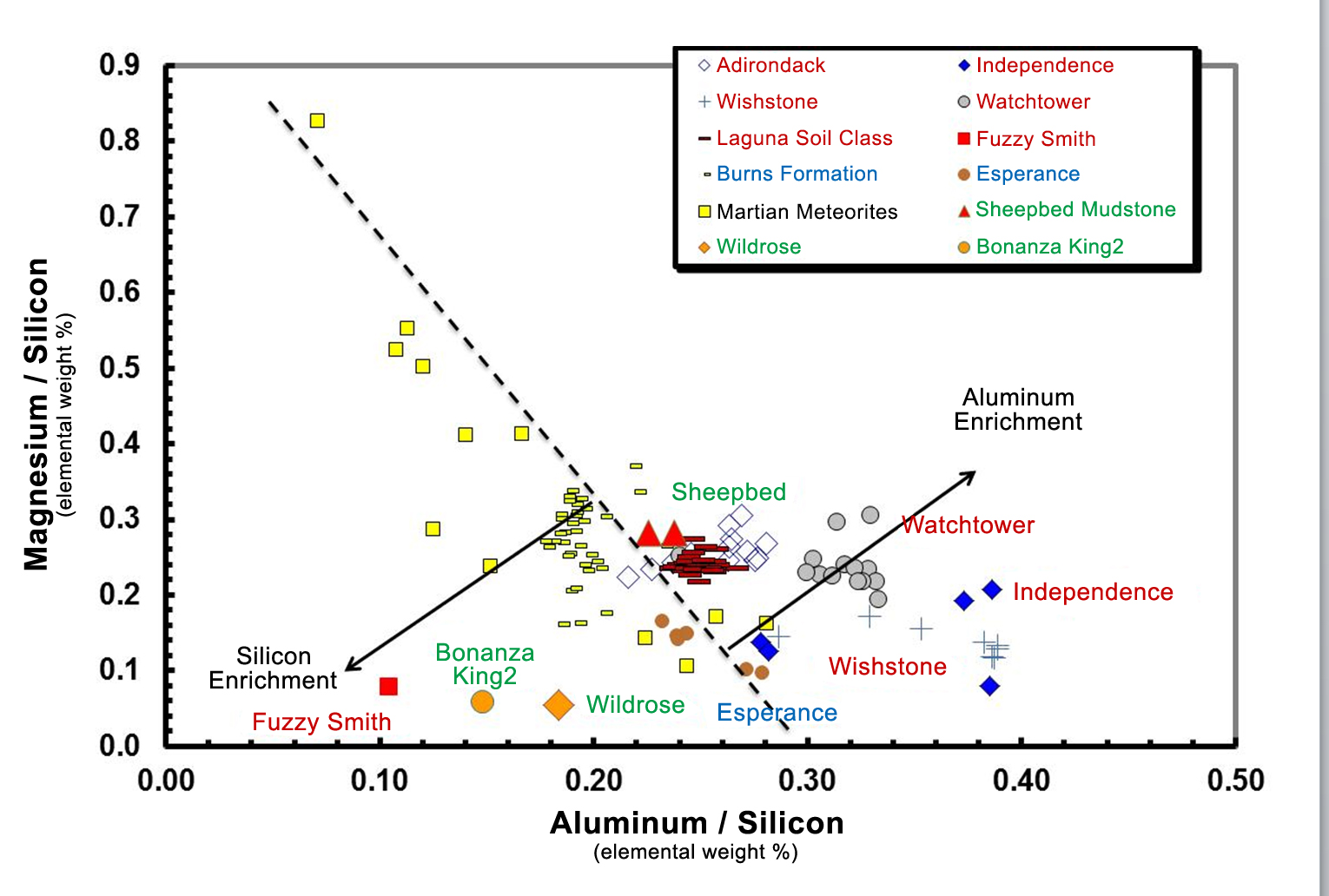
火星上的“博南扎国王”岩--阿尔发粒子X射线光谱分析（好奇号漫游车，2014年9月11日）。

## 参引文献
1. ↑  
Economou, T.E.; Turkevich, A.L.; Sowinski, K.P.; Patterson, J.H.; Franzgrote, E.J. . Journal of Geophysical Research. 1970, 75 (32): 6514. Bibcode:1970JGR....75.6514E. doi:10.1029/JB075i032p06514.
2. ↑  
Patterson, J.H.; Franzgrote, E.J.; Turkevich, A.L.; Anderson, W.A.; Economou, T.E.; Griffin, H.E.; Grotch, S.L.; Sowinski, K.P. . Journal of Geophysical Research. 1969, 74 (25): 6120–48. Bibcode:1969JGR....74.6120P. doi:10.1029/JB074i025p06120.
3. ↑  
R. Rieder; H. Wänke; T. Economou; A. Turkevich. . Journal of Geophysical Research. 1997, 102 (E2): 4027–4044. Bibcode:1997JGR...102.4027R. doi:10.1029/96JE03918 .
4. ↑  
Rieder, R.; Wanke, H.; Economou, T. . American Astronomical Society. 1997, 28: 1062. Bibcode:1996DPS....28.0221R.
5. ↑  
R. Rieder; R. Gellert; J. Brückner; G. Klingelhöfer; G. Dreibus; A. Yen; S. W. Squyres. . Journal of Geophysical Research. 2003, 108 (E12): 8066. Bibcode:2003JGRE..108.8066R. doi:10.1029/2003JE002150 .
6. 1 2  
Hovestadt, D.; Andreichikov, B.; Bruckner, J.; Economou, T.; Klecker, B.; Kunneth, E.; Laeverenz, P.; Mukhin, L.;  et al. . Abstracts of the Lunar and Planetary Science Conference. 1988, 19: 511. Bibcode:1988LPI....19..511H.
7. 1 2  http://www.uni-mainz.de/ （页面存档备份，存于）, Johannes Gutenberg Universität Mainz, Alpha particle x-ray spectrometer developed in Mainz to be used on comet Churyumov–Gerasimenko （页面存档备份，存于）, 10 April 2014
8. ↑  . NASA. 26 August 2014  [2021-08-27]. （原始内容存档于2021-08-27）.
9. ↑  。
. isro.gov.in. Indian Space Research Organisation. 2010-08-30  [2012-08-07]. （原始内容存档于15 October 2012）.
10. ↑  unknown.  (PDF).   [2021-08-27]. （原始内容存档 (PDF)于2006-03-02）.
11. ↑  JPL QuickLook - Phobos 1, 2
12. ↑  .   [2021-08-27]. （原始内容存档于2012-08-22）.
13. ↑  .   [2021-08-27]. （原始内容存档于2016-04-20）.
14. ↑  .   [2021-08-27]. （原始内容存档于2018-11-28）.
15. ↑  . NASA JPL.   [2021-08-27]. （原始内容存档于2010-11-30）.
16. ↑  NASA - Alpha Particle X-ray Spectrometer (APXS)